# سمو (أدب)
يشير مصطلح مهيب (سامٍ)، في الأدب إلى استخدام اللغة والوصف التعبيري؛ لتحفِّز في القارئ مرحلة شعورية تجعله يتجاوز حدود العادية في وصف قدرات ذاك الشيء المذكور في العمل الأدبي. -قصيدة النمر من الأدب الإنجليزي على سبيل المثال-.

## الأصل
تمت كتابة أول نص بطريقة سامية على وجه غير دقيق في القرن الأول أو الثالث بعد الميلاد من قبل الكاتب الإغريقي كاسيوس لونجينوس وذلك في عمله الأدبي (عن السمو)، (Περὶ ὕψους, Perì hýpsous) -عبارة عن نص تخميني واعتبر في الوقت الحالي نص نقدي-. يحدد لونجينوس السمو الأدبي من خلال الجودة اللغوية، والتعبير عن روح عظيمة، والقدرة على إثارة الوَجد في نفوس القرَّاء. وأكد لونجينوس على أن هدف الكاتب الأساسي في هذا النوع من الأعمال الأدبية ينبغي أن يكون إحداث الوَجد في نفس القارئ.
يُعرّف لونجينوس أيضًا الجمهور المثالي للسامي، والذي يحتاج إلى صقل وتنمية. ووفقًا له، فإن هذا الجمهور وحده قادر على الحكم على السمو النسبي للعمل. ويمكن اعتبار هذا الموقف أرستقراطيًا بطبيعته، إذ يجب أن يكون الجمهور الذي يرغب به لونجينوس متحررًا من الأفكار الدنيئة والمبتذلة التي تصاحب عادةً العمل الريفي. وقد أصبح هذا التوجه محوريًا في الكلاسيكية الجديدة، وظل دون منازع إلى حد كبير حتى العصر الرومانسي.
قدم نيكولا بوالو ديسبريو السمو الأدبي إلى الخطاب النقدي الحديث في مقدمة ترجمته لكتاب لونجينوس: رسالة في السمو بقلم لونجين (1674)، بالفرنسية: Traite du Sublime de Longin (1674). برز مفهوم الأدب السامي في القرن السابع عشر نتيجةً لذكره وتداوله في الخيمياء، واكتسب أهمية في القرن الثامن عشر. ويَظهر تطوره خلال هذه الفترة في أعمال جيمس بيتي (الأطروحات الأخلاقية والنقدية)، والتي استكشفت أصل المصطلح. ارتبط السمو أيضًا بمقالة إدموند بيرك التي كتبها عام 1757، مع أن لها جذورًا سابقة. وقد تبنى فكرة السمو أيضًا إيمانويل كانط والشعراء الرومانسيون، ومن بينهم ويليام وردزورث وصامويل تايلور كولريدج.

## إدموند بيرك
يشير العلماء إلى كتاب إدموند بيرك (البحث الفلسفي في أصل أفكارنا عن السمو والجمال)، (1757)، باعتباره الأطروحة الرائدة في موضوع السمو، برغم أن جون بيلي سبقه في كتابة اطروحته حول هذا المجال والتي كانت تحت عنوان (مقالة عن السمو)، (1747). ويبين بيرك في كتابه عن كيفية تأثير تفاعلات الفرد مع العالم المادي على صياغة المُثُل المتعلقة بـالجمال والفن. عرّف بيرك السمو في هذا النص بأنه: «كل ما يتناسب بأي شكل من الأشكال لإثارة أفكار من الألم والخطر... كل ما هو رهيب بأي شكل من الأشكال، أو ما هو ملم بالموضوعات الرهيبة، أو كل ما يعمل بأسلوب مماثل للرعب». كان بيرك يعتقد أن الشيء السامي هو شيء يمكن أن يثير الرعب في الجمهور، لأن الرعب والألم هما أقوى المشاعر. ومع ذلك، فقد كان يعتقد أيضًا أن هناك متعة متأصلة في هكذا أنواع من المشاعر. أي شيء عظيم، لانهائي أو غامض يمكن أن يكون موضوعًا للرعب والسمو، ولطالما كان هناك ميزة العنصر المفقود أو المجهول عن تلك المواضيع. في قصيدة (الفردوس المفقود) لجون ميلتون، يجد بيرك أكثر من موضع يتمثل فيه الرعب والسمو، ومن العناصر التي مثلت السمو في القصيدة شخصيتا الموت والشيطان. كما قدم بيرك التمييز الفلسفي بين ما هو سامي وما هو جميل. وذكر أن الأخير يشمل تلك التي تكون جيدة التكوين وممتعة من الناحية الجمالية، بينما يمتلك السامي القدرة على الإكراه والتدمير.</ref> Burke also provided the philosophical distinction between what is sublime and what is beautiful. He stated that the latter includes those that are well formed and aesthetically pleasing while the sublime possesses the power to compel and destroy.

## إيمانويل كانط
في كتابة (نقد ملكة الحكم)، (1790)، يفسر إيمانيول كانط من ناحية أخرى تعريف بيرك للسمو الأدبي، وهو ما يتعارض مع الطبيعة الجمالية. ويقول كانط أن الجمال في الطبيعة لا يمكن قياسه كميًا، بل يُركّز فقط على لون الشيء وشكله ومظهره، وما إلى ذلك من المواضع. لذلك، ينبغي أن ننظر إلى الجمال باعتباره «عرضًا لمفهوم غير محدد للفهم». وبالعودة للسمو الأدبي، فهو بالنسبة لـ كانط لا متناهي، ويمكن العثور عليه حتى في الموضع الذي ليس له شكل. لذا من المفترض أن يعتبر السمو «تقديمًا لمفهوم غير محدد للعقل». في الأساس، يزعم كانط أن الجمال هو استجابة مؤقتة للفهم، ولكن السمو يتجاوز الجماليات إلى عالم العقل. حين يناقش بيرك بأن مصطلح السمو ينشأ من موضع يثير الرعب، يقول كانط أن الموضع يمكن أن يكون مرعبًا وبالتالي ساميًا، ودون أن يكون الناظر خائفًا منه بالفعل. إضافة لما سبق، فإن تعريف كانط لمصطلح سامٍ يتجاوز ذلك بكثير. فهو يؤكد بأن العمل الأدبي السامي في حد ذاته عظيم لدرجة أن أي شيء يُقارن به يُعتبر صغيرًا بالضرورة. ولذلك فإن أحد الجوانب المهمة للعمل الأدبي السامي هو عمل الخيال لجعله يفهم شيء عظيم إلى درجة أنه يبدو غير قابل للتصور؛ وبالتالي فإن أحد الجوانب الرئيسية المعرفة على هذا النوع من الأعمال الأدبية، هي قوة العقل البشري في القدرة على التعرف عليه. يحول كانط مفهوم مصطلح سامٍ من موضع وصف شيء طبيعي بشكل مرعب إلى وصف شيء بشكلٍ معقد مرتبط بالعقل الواعي (إدراكيًا)، وبهذا فهو يربطه بالأخلاق.
إن السمو الأدبي، وكذلك السمو الفلسفي والجمالي، مرتبطان بشكل جوهري بالطبيعة، ولكن كما هو الحال مع معظم المصطلحات الأدبية، فإن السمو تطور جنبًا إلى جنب مع الأدب. فبدأ مزيدًا من الكُتّاب بربط السمو الطبيعي بشعورٍ داخليٍّ بالرعب. وبدأوا ينظرون إلى السمو، بتناقضاته المتأصلة (الألم واللذة، والرعب والرهبة)، كممثل للمناخ السياسي والثقافي المتغير في ذلك العصر. وبدأوا يدمجون المزيد من جوانب السمو في أعمالهم الأدبية كوسيلة لإخراج صراعاتهم الداخلية. وبهذه الطريقة، جذب السمو الرومانسيين بشكلٍ خاص.

## في الشعر الرومانسي الإنجليزي
ظهر الافتتان بالنوع السامي في الفنون الرومانسية لأول مرة في تصميم المناظر الطبيعية وتنسيق الحدائق؛ فتبعهم الشعراء الرومانسيين بتجربة هذا النوع أيضًا، لتنعكس الابتكارات الفنية التي أدخلت للتسامي على الشعر في ذلك العصر. ولذا فإن ما كتبه كريستيان هيرشفيلد في كتابه (نظرية فن البستنة)، في الألمانية: (Theorie der Gartenkunst)، (1779–1780)، يمكن تطبيقه على العالم الأدبي أيضًا. بطرح مصطلح السمو، يؤكد هيرشفيلد في نقاشٍ عنه، بأن الإنسان يرى إمكانياته الكامنة في عظمة الطبيعة وفي ما يتواجد فيها من مناظر خلابة ولا محدودة. كما آمن هيرشفيلد بأن ما طرحه ينطبق على حرية الإنسان، وافتقاره إليها، وأن الانتقال من القيود إلى الحرية يؤدي إلى سمو داخلي. وبهذه النظرية، يصبح السمو متجسدًا، و«تتحول العظمة الجسدية إلى عظمة روحية». ويعتقد هيرشفيلد أيضًا أن سمو الطبيعة يصبح رمزًا للحقائق الإنسانية الداخلية.
وهكذا بدأ الرومانسييون الإنجليز ينظرون إلى السمو باعتباره إشارة إلى «عالم من الخبرة يتجاوز ما يمكن قياسه»، أي ما هو أبعد من الفكر العقلاني، والذي ينشأ بشكل رئيسي من الرعب والظواهر الطبيعية الملهمة. اتفق البعض الآخر من الشعراء مع تعريف كانط للسمو: بأنه يتعلق بشكل كامل بالتفكير العقلاني للبشرية وإدراكاتها. أجمع الشعراء الرومانسيين بالاتفاق على أن السمو شيء يستحق الدراسة والتأمل. وبتطبيقهم، استوعب الرومانسييون أفكارهم عن السمو، ورغم أن هذه اللحظة من التأمل الإدراكي قد تكون عابرة، إلا أنهم اعتقدوا أن المرء قد يجد الاستنارة في السمو.
صاحب الشعراء الرومانسيين في تفسيرهم معنى السمو قليلًا من الاختلاف في الأفكار.

### ويليام وردزورث
ويليام وردزورث هو الشاعر الرومانسي الأشهر عمليًا في السمو الأدبي. بل إن العديد من الباحثين يعتبرون فكرة وردزورث عن السمو الأدبي معيارًا للشاعر السامي الرومانسي. يحدث وردزورث في مقالته عن السمو بأن «العقل يحاول أن يدرك معنًا لشيء يمكنه الإقتراب منه ولكنه غير قادر على الوصول إليه». يفقد العقل وعيه في محاولتة إدراك هذه الفكرة السامية، فتصبح الروح قادرة على استيعاب الفكرة السامية.. ولكن ذلك الاستيعاب مؤقت جدًا. يعبر وردزورث عن المشاعر التي يثيرها في قصيدته (أسطر مؤلفة على بعد أميال قليلة من دير تاينترن):
حيث عبء اللغز،
حيث الوزن الثقيل والمرهق،
من كل هذا العالم غير المفهوم،
ref name=”Norton”/>
يُعبّر وردزورث في هذه الكلمات عن أنه في حالة السموّ، يُرفع عبء العالم. في أغلب هذه الحالات، يعيش وردزورث السموّ في الطبيعة. يجد الرهبة في جمال الطبيعة، كما يجد الرعب أيضًا. يختبر وردزورث كلا جانبي السموّ. ومع ذلك، فهو يتجاوز تعريف بيرك أو كانط للسمو الأدبي، لأن هدفه الأسمى هو إيجاد التنوير في السمو.

### صامويل تايلر كولريدج
كان صامويل تايلر كولريدج شاعرًا وناقدًا وباحثًا، وكان شديد الاهتمام بالسمو، لا سيما في مقارنته بالجمال. ويُبرهن كولريدج وجهة نظره بأفضل ما يكون عندما يقول:
لذا، على المتحدث أن يتأمل ببعد الشيء أكثر من تأمله في الشيء نفسه؛ فهو سامٍ في سياقه الأوسع. وتعد آراء كولريدج حول السمو فريدة، إذ كان يعتقد أن الطبيعة سامية في مواضع فقط، أي في السماء والبحر والصحراء..، لأن هذه هي الأشياء الوحيدة في الطبيعة التي لا حدود لها. ولهذا السبب، غالبًا ما تُعتبر قصيدة (قصيدة البحار العجوز) لكوليريدج سامية، لأنها واحدة من الأعمال القليلة التي يعبر فيها كولريدج عن العالم الطبيعي باعتباره ساميًا. يركز كوليردج في معظم أعماله على (السمو الميتافيزيقي)، الذي يراه موجودًا في تفاصيل العالم في الأرض والبحر، أو في السماء والبحر، إلخ..،. ولأن غاية كوليردج من السمو عنصر اللانهاية أبعد تركيزه عن طلب مشاعر الرعب أو الرهبة فيما يصف أو حينما يصف.

## المظاهر اللاحقة
استخدم ما يُسمى بالجيل الثاني من الرومانسيين مفهوم السمو أيضًا، ولكن بما أن الرومانسيين الأوائل كانت لديهم تفسيرات مختلفة للسمو الأدبي، فقد فعل بيرسي بيش شيلي، واللورد بايرون، وجون كيتس الشيء نفسه. في كثير من الأقوال، عكسوا الرغبة في التنوير التي أظهرها أسلافهم، وأظهروا تمسكًا أكبر بتعريف السمو الذي قدمه لونجينوس وكانط، فكانوا يميلون بتركيزهم على عاملي الرعب والوَجد الكامنتين فيه.

## الآثار الأخيرة
ترك السمو الأدبي في الشعر الرومانسي أثرًا عميقًا في نفوس الكُتّاب لأجيال. ربما لم يستخدم الفيكتوريون مصطلح السمو، ولكن يمكن إيجاد حالة عاطفية مماثلة في كتاباتهم. وأشار الشاعر الأيرلندي ويليام بتلر ييتس إلى مفهوم مماثل وهو "الفرح المأساوي". قام سيغموند فرويد بأخذ السمو الأدبي وفحص النفس الكامنة وراءه، مما أدى إلى استنتاجه ما أسماه بـ(التعلية). ومن بين المؤلفين الآخرين الذين استخدموا السمو بعد الفترة الرومانسية تشارلز ديكنز، وويليام بتلر ييتس، وغيرهم الكثير. وقد تم إعتبار السمو مفتاحًا لمعرفة مفهوم الشعور بالدهشة في أدب الخيال العلمي، وربط أيضًا بنظرية كينيث بيرك البلاغية الجمالية للشكل.
في الخطاب الحداثي المبكر، أصبح المشهد الحضري موضوعًا مهمًا في السمو. فلقد أصبح صعود ناطحات السحاب والمدن الكبرى محور اهتمام الكتاب، وعلى الرغم من أنهم ركزوا على بعض الجوانب الطبيعية، إلا أن تعريف السمو أخذ منعطفًا طفيفًا. يقول كريستوف دين تاندت أن «لحظة الرعب السامية هي دائمًا وإلى حد معين بناء اجتماعي». يركز دن تاندت على سياسات السمو ومسألة الشرعية، ويناقش ما إذا كان المشهد الحضري شكلًا من أشكال الواقع، إذ لا يمكن اعتبار المدينة تصميمًا طبيعيًا واحدًا. بل إن جوانبها من صنع الإنسان تُشكّل موضوعًا للشك، وبالتالي للرعب والسمو.
إضافةً إلى ما سبق، استخدمت الحركة النسوية تعريفها الخاص للسمو في الأدب. تقول باربرا كلير فريمان أن ما يطلق عليه بالسمو "الأنثوي" لا تنطبق عليه محاولات السيطرة والتحكم بالشعور المرعب ذاك الشعور الذي يجسده ويحكمه السمو "الذكوري". بل إنهم يقبلون شعور الوَجد ويحاولون التعمق في أسراره وجوانبه "الميتافيزيقية". تعتقد فريمان أن تدجين السمو، الذي يرتبط عادة بالأنوثة، ليس الجانب الوحيد (وغالبًا لا يوجد) في الأدب النسائي.